# Rue de la Briqueterie
La rue de la Briqueterie est une voie du 14e arrondissement de Paris, en France.

## Situation et accès

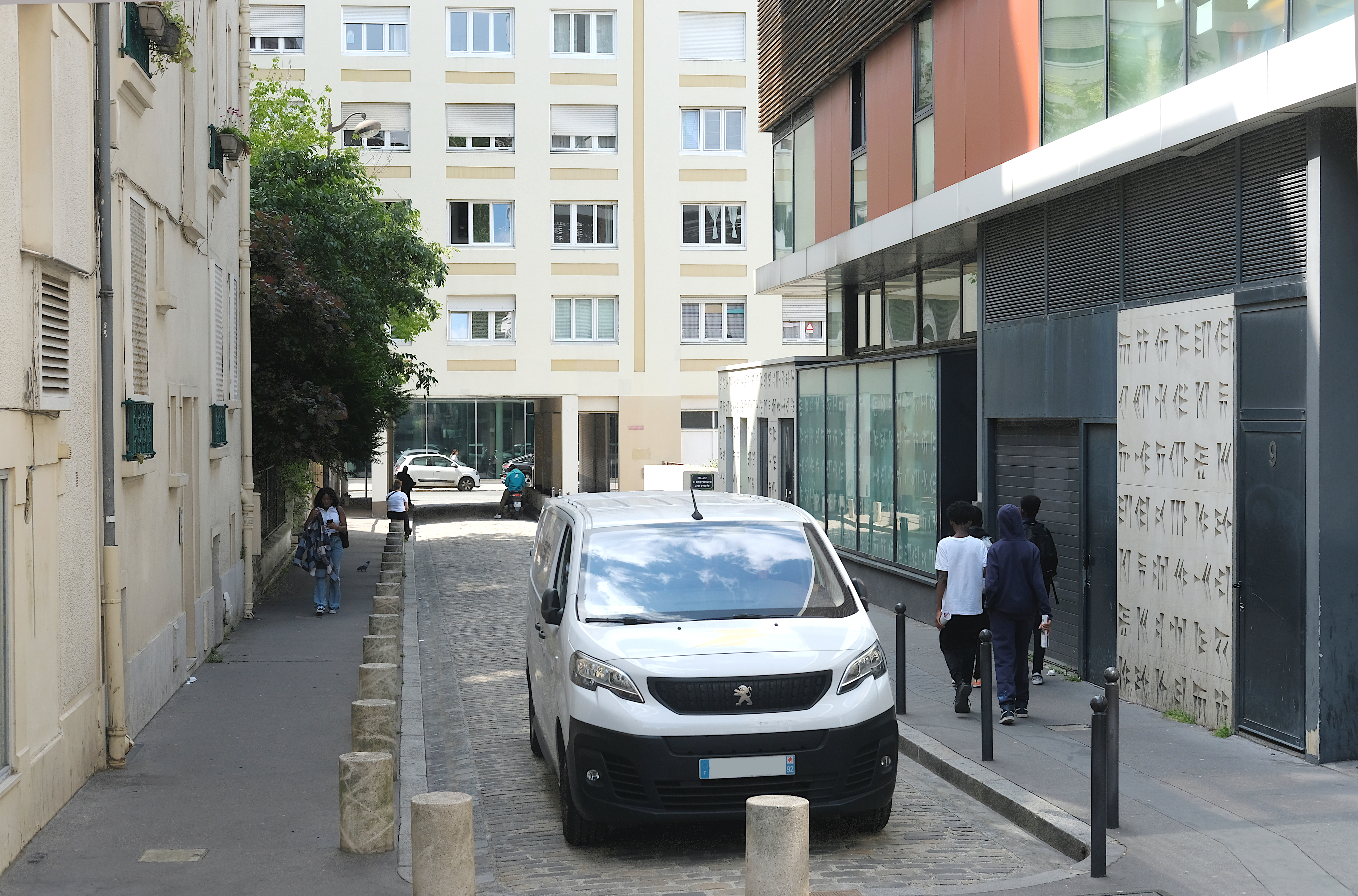
La rue de la Briqueterie vue depuis le boulevard Brune.

La rue de la Briqueterie est une voie publique située dans le 14e arrondissement de Paris. Elle débute au 223, rue Raymond-Losserand et se termine en cul-de-sac au pied d'un escalier débouchant près du 19, boulevard Brune.

## Origine du nom
Elle tire son nom en souvenir d'une briqueterie qui existait autrefois dans cette rue. Elle exploitait l’argile des carrières de Vaugirard .

## Historique
Cette ancienne voie privée est classée dans la voirie de Paris par arrêté municipal du 26 juillet 1993.